# Каза Абадина (Модена)
Каза Абадина је насеље у Италији у округу Модена, региону Емилија-Ромања.
Према процени из 2011. у насељу је живело 2 становника. Насеље се налази на надморској висини од 935 м.